# Herissantia
Herissantia é um género botânico pertencente à família Malvaceae.